# Edertal
Edertal è un comune tedesco di 6 220 abitanti, situato nel Land dell'Assia.

## Geografia fisica
È bagnato dal fiume Eder.